# Rhamphomyia bigelowi
Rhamphomyia bigelowi är en tvåvingeart som beskrevs av Walley 1927. Rhamphomyia bigelowi ingår i släktet Rhamphomyia och familjen dansflugor.
Artens utbredningsområde är Ontario. Inga underarter finns listade i Catalogue of Life.